# نافنيت كور ديلون
نافنيت كور ديلون (مواليد 23 سبتمبر 1992) ممثلة وعارضة أزياء هندية، مثلت الهند في مسابقة ملكة جمال العالم 2013. كانت فائزة في النسخة 50 من مسابقة ملكة جمال فيمينا الهند 2013 التي عقدت في مومباي في 24 مارس 2013. شاركت في مسابقة ملكة جمال العالم 2013.

## روابط خارجية
- Miss India - Profile
- نافنيت كور ديلون  على فيسبوك.
- navneetdhillon على تويتر.
- نافنيت كور ديلون على إنستغرام